# Rainbow Dome Musick
Rainbow Dome Musick è un album in studio del musicista inglese Steve Hillage, pubblicato nel 1979.
Ispirato al minimalismo ed alla new age, l'album fu composto per il festival londinese Mind Body Spirit tenuto nel mese di aprile del 1979. Rainbow Dome Musick è una collaborazione con la compagna Miquette Giraudy, che ha composto la prima traccia dell'album.

## Tracce
1. Garden of Paradise – 23:15 (Miquette Giraudy)
2. For Ever Rainbow – 20:30